# Broomhill Beck
Der Broomhill Beck ist ein Wasserlauf im Lake District, Cumbria, England.
Der Broomhill Beck entsteht südlich von Bootle. Der Wasserlauf fließt zunächst in westlicher Richtung, wendet sich dann aber in eine südliche Richtung und fließt parallel zum River Annas, in den er südwestlich des Barfield Tarn mündet.